# 가요톱10
《가요톱10》은 1981년 2월 10일부터 1998년 2월 11일까지 방송되었던 음악 프로그램이다.

## 역사
1981년 2월 10일부터 KBS 1TV에서 첫방송이 되었으며, 프로그램 개편에 따라 KBS 2TV로 이동을 하게 되었고, 채널 번호가 KBS 1TV의 9번에서 KBS 2TV의 7번으로 변경이 되었다.
초창기에는 1980년대를 풍미하였던 가수들이 주로 출연을 하였으며, 대표적으로 조용필, 구창모, 이선희, 박남정, 윤수일 등이 출연하였으며, 1990년대 들어서는 서태지와 아이들, 룰라, H.O.T., 투투, 마로니에, 박미경, 김건모, 김원준, 구본승, 유승준, 임창정, 신승훈, 김민종, 김정민 등이 출연하였다.
1994년 10월 1일부터 가을개편에 따라 KBS 1TV의 채널인 공영방송은 수신료징수제도 개선을 계기로 광고방송(상업광고방송)을 폐지하고 전기요금에 수신료 2,500원을 붙여 병과를 했고, KBS 2TV의 채널은 광고방송(상업광고방송)을 시간 및 편성을 했다.
1997년 대한민국이 외환위기로 인해 IMF으로부터 구제금융을 받게되면서 예능프로그램을 폐지한다는 이유로 이듬해인 1998년 프로그램 개편에 따라 그 해 2월 11일에 종영되었다.

## '가요톱10'의 기본적인 순위 집계 방식의 순서
기존
순서는 다음과 같다.
1. KBS 경영정보센터에 등록된 명단에서 10만명 추출하여 지역별, 연령별 2,800명 선정
2. 집단 투표인단 (택시, 버스기사, DJ, 노래부르기회, 가요 담당기자 등) 200여 명에게 왕복 엽서 발송, 회수
3. KBS 가요담당 PD의 기명으로 10곡 추천
4. 전국 투표인단과 가요 PD 추천곡을 8:2 비율로 합산
5. 경영정보센터에서 200위까지 컴퓨터에 의해 집계된 40위부터 1위까지 순위 선곡 방송

1990년대에 들어서면서 PC통신과 전화 ARS를 통한 시청자들의 실시간 순위 참여 시스템이 도입되는 등 순위 집계방식은 차츰 발전해 갔다.

## 골든컵 제도
기존 골든컵
가요톱10의 특별한 규칙이 하나 있는데 바로 '골든컵' 제도이다. 조용필의 노래 '못찾겠다 꾀꼬리'의 10주 연속 1위 (1982년 8월 18일부터 11월 3일까지)를 계기로 도입된 제도로서 5주 연속으로 1위에 랭크되면 1위 트로피 외에 '골든컵'이라는 특별 트로피를 수여하고 난 후에 더 이상 순위 집계가 되지 않도록 하는 제도다.
골든컵을 총 3회 이상 수상한 가수
- 조용필 - 7회 (못 찾겠다 꾀꼬리, 나는 너 좋아, 친구여, 정의 마음, 어제 오늘 그리고, 그대여, 허공)
- 이선희 - 4회 (J에게, 알고 싶어요, 나 항상 그대를, 나의 거리)
- 신승훈 - 4회 (미소속에 비친 그대, 보이지 않는 사랑, 우연히, 그 후로 오랫동안)
- 김건모 - 3회 (첫인상, 핑계, 잘못된 만남)
- 서태지와 아이들 - 3회 (난 알아요, 환상속의 그대, 컴백홈)

한 정규앨범 내에서 골든컵을 2회 수상한 가수
- 1983, 1984, 1985년 조용필 (5집 - 나는 너 좋아, 친구여 7집 - 어제 오늘 그리고, 그대여)
- 1989년 박남정 (2집 - 널 그리며, 사랑의 불시착)
- 1990년 김민우 (1집 - 사랑일 뿐야, 입영열차 안에서)
- 1992년 신승훈 (2집 - 보이지 않는 사랑, 우연히)
- 1992년 서태지와 아이들(1집 - 난 알아요, 환상속의 그대)
- 1997년 임창정 (3집 - 그때 또 다시, 결혼해줘)

한 정규앨범 내에서 1위를 3곡 수상한 가수
- 1988년 김종찬 (2집 - 사랑이 저만치 가네(1988년 7월 13일 - 1주 1위), 토요일은 밤이 좋아(1988년 11월 2일 - 1주 1위), 당신도 울고 있네요(1989년 1월 18일 - 1주 1위)
- 1990년 김완선 (5집 - 나만의 것(1991년 2월 17일,24일 3월 10일 - 3주 1위), 삐에로는 우릴 보고 웃지(1991년 7월 24일 - 1주 1위), 가장 무도회(1992년 1월 22일 - 1주 1위)

한 해에 골든컵을 2회 수상한 가수
- 1984년 조용필 (친구여, 정의 마음)
- 1984년 윤수일 (아파트, 아름다워)
- 1985년 조용필 (어제 오늘 그리고, 그대여)
- 1989년 박남정 (널 그리며, 사랑의 불시착)
- 1990년 김민우 (사랑일 뿐야, 입영열차 안에서)
- 1992년 신승훈 (보이지 않는 사랑, 우연히)
- 1992년 서태지와 아이들 (난 알아요, 환상속의 그대)
- 1995년 룰라 (비밀은 없어, 날개잃은 천사)
- 1997년 임창정 (그때 또 다시, 결혼해줘)

## 부활 후 변경된 골든컵 제도
매주 1위에 골든컵이라는 명칭을 사용하게 된다.
2022년 (파일럿)
- 2022년 3월 27일 스트레이 키즈 (MANIAC)

## 실버컵 제도
2022년 파일럿 버추얼 가요톱텐에서 신설된 제도로 매주 커버댄스 배틀 1위에 수여한다.
2022년 (파일럿 댄스)
- 2022년 3월 27일 아이유,박신혜

## 가요톱10의 종영과 그 이후
1981년 방송을 시작한 이 후 '가요톱10'은 국내 유일의 인기 가요 순위 프로그램으로서의 역사와 입지를 다지는 듯 했으나, 1997년 말 국가 부도라는 최악의 사태로 온 국민을 충격과 절망의 나락으로 연출된 'IMF 외환위기'가 발생하면서, KBS는 공영방송의 입장에서 급격히 떨어진 국민적 사기와 깊이 침체된 사회적 분위기가 지속되는 당시의 시기 상 브라운관을 통해 웃고 즐기는 예능 프로그램을 편성하기엔 부적절하다는 명분을 내세워 개편 시기와 관계 없이 '가요톱10'을 비롯한 다수의 예능 프로그램들을 서둘러 종영시키게 되면서 결국 1998년 2월 11일, 17년간의 명실상부한 국내 유일의 인기 가요 순위 프로그램으로 명성을 다져 왔던 '가요톱10'은 이러한 이유로 전격적으로 종영에 이르게 되었다. 종영 후 일주일 뒤 브라보 신세대가 방송되었지만 별다른 반응을 얻지 못하고 1998년 6월 3일 방송을 마지막으로 4개월 만에 종영되었으며, 한국 유일의 인기 가요 순위 프로그램이었던 '가요톱10'을 시청자들의 의견 반영 없이 무단으로 종영한 것에 대한 비난의 목소리가 거셌다. 결국 비난 여론이 높아지자 뮤직뱅크라는 프로그램을 새로 기획하여 기존의 '가요톱10'을 계승하는 KBS 대표 인기 가요 프로그램으로 재도약하게 되었다.

## 방송 시간
| 방송 채널 | 방송 기간                           | 방송 시간                            |
| --------- | ----------------------------------- | ------------------------------------ |
| KBS 1TV   | 1981년 2월 10일 ~ 1981년 5월 20일   | 매주 화요일 저녁 7시 45분 ~ 8시 35분 |
| KBS 1TV   | 1981년 5월 28일 ~ 1981년 9월 2일    | 매주 목요일 밤 9시 40분 ~ 10시 40분  |
| KBS 2TV   | 1981년 9월 8일 ~ 1982년 1월 20일    | 매주 화요일 밤 8시 10분 ~ 9시        |
| KBS 2TV   | 1982년 1월 27일 ~ 1983년 3월 30일   | 매주 수요일 밤 8시 10분 ~ 9시        |
| KBS 2TV   | 1983년 4월 3일 ~ 1985년 2월 17일    | 매주 일요일 저녁 6시 10분 ~ 7시      |
| KBS 2TV   | 1985년 2월 24일 ~ 1985년 4월 21일   | 매주 일요일 저녁 6시 20분 ~ 7시 10분 |
| KBS 2TV   | 1985년 4월 24일 ~ 1985년 7월 3일    | 매주 수요일 저녁 7시 35분 ~ 8시 30분 |
| KBS 2TV   | 1985년 7월 10일 ~ 1985년 10월 30일  | 매주 수요일 저녁 7시 40분 ~ 8시 30분 |
| KBS 2TV   | 1985년 11월 6일 ~ 1986년 5월 21일   | 매주 수요일 저녁 7시 35분 ~ 8시 25분 |
| KBS 2TV   | 1986년 5월 28일 ~ 1986년 10월 29일  | 매주 수요일 밤 8시 ~ 8시 50분        |
| KBS 2TV   | 1987년 3월 4일 ~ 1988년 4월 27일    | 매주 수요일 밤 8시 ~ 8시 50분        |
| KBS 2TV   | 1988년 5월 4일 ~ 1989년 3월 1일     | 매주 수요일 밤 8시 ~ 8시 50분        |
| KBS 2TV   | 1986년 11월 5일 ~ 1987년 2월 25일   | 매주 수요일 밤 8시 5분 ~ 8시 55분    |
| KBS 2TV   | 1991년 5월 22일 ~ 1992년 4월 1일    | 매주 수요일 밤 8시 5분 ~ 8시 55분    |
| KBS 2TV   | 1989년 3월 12일 ~ 1991년 5월 19일   | 매주 일요일 밤 8시 40분 ~ 9시 40분   |
| KBS 2TV   | 1992년 4월 8일 ~ 1992년 9월 30일    | 매주 수요일 저녁 7시 5분 ~ 8시       |
| KBS 2TV   | 1994년 10월 12일 ~ 1997년 11월 19일 | 매주 수요일 저녁 7시 5분 ~ 8시       |
| KBS 2TV   | 1992년 10월 7일 ~ 1993년 4월 28일   | 매주 수요일 저녁 7시 5분 ~ 7시 55분  |
| KBS 2TV   | 1993년 5월 5일 ~ 1994년 10월 5일    | 매주 수요일 저녁 7시 ~ 7시 50분      |
| KBS 2TV   | 1997년 11월 26일 ~ 1997년 12월 17일 | 매주 수요일 저녁 6시 45분 ~ 7시 40분 |
| KBS 2TV   | 1997년 12월 24일 ~ 1998년 2월 11일  | 매주 수요일 저녁 6시 40분 ~ 7시 35분 |

## 진행자
| 기수 | 남자 진행자 | 여자 진행자 | 진행 기간                           |
| ---- | ----------- | ----------- | ----------------------------------- |
| 1기  | 하지훈      | 박혜리      | 1981년 2월 10일 ~ 1981년 9월 8일    |
| 2기  | 임성훈      | 박혜리      | 1981년 9월 15일 ~ 1982년 1월 27일   |
| 3기  | 임성훈      | 서동숙      | 1982년 2월 3일 ~ 1984년 3월 4일     |
| 4기  | 임성훈      | 임화숙      | 1984년 3월 11일 ~ 1985년 4월 21일   |
| 5기  | 임성훈      | 김혜란      | 1985년 4월 24일 ~ 1985년 9월 4일    |
| 6기  | 임성훈      | 길은정      | 1985년 9월 11일 ~ 1988년 4월 27일   |
| 7기  | 임성훈      | 서지안      | 1988년 5월 4일 ~ 1988년 8월 3일     |
| 8기  | 임성훈      | 오영실      | 1988년 8월 10일 ~ 1989년 10월 15일  |
| 9기  | 임성훈      | 정미정      | 1989년 10월 22일 ~ 1990년 10월 28일 |
| 10기 | 김병찬      | 이한숙      | 1990년 11월 4일 ~ 1991년 5월 19일   |
| 11기 | 임성훈      | 이한숙      | 1991년 5월 22일 ~ 1991년 7월 10일   |
| 12기 | 임성훈      |             | 1991년 7월 17일 ~ 1991년 10월 2일   |
| 13기 | 김광한      |             | 1991년 10월 9일 ~ 1991년 12월 25일  |
| 14기 | 김광한      | 김현주      | 1992년 1월 8일 ~ 1992년 5월 27일    |
| 15기 | 김광한      |             | 1992년 6월 3일 ~ 1992년 9월 30일    |
| 16기 | 송승환      |             | 1992년 10월 7일 ~ 1993년 4월 28일   |
| 17기 | 손범수      |             | 1993년 5월 5일 ~ 1998년 2월 11일    |

## 역대 1위 수상자 (2022년 이후 수상자는 변경된 골든컵 수상자로 기록)
- 굵은 글씨로 처리된 곡명은 그 주의 골든컵 수상을 의미함.

#### 1981년
| 2월 - 2월 10일 - 조용필 촛불 - 2월 17일 - 조용필 촛불 (2주 연속) - 2월 24일 - 조용필 촛불 (3주 연속) 3월 - 3월 3일 - 경축특집 오늘은 좋은 날 편성 - 3월 10일 - 조용필 촛불 (4주 연속) - 3월 17일 - 조용필 촛불 (5주 연속) - 3월 24일 - 조용필 촛불 (6주 연속) - 3월 31일 - 조용필 촛불 (7주 연속) 4월 - 4월 9일 - 수연 첫사랑 - 4월 16일 - 유로비전 송 콘테스트 편성 - 4월 23일 - 이정희 그대여 - 4월 30일 - 이정희 그대여 (2주 연속) 5월 - 5월 7일 - 이정희 그대여 (3주 연속) - 5월 14일 - 이정희 그대여 (4주 연속) - 5월 21일 - 이정희 그대여 (5주 연속) - 5월 28일 - 국풍81 전야제 방송 6월 - 6월 4일 - 꿈의선율 연속시리즈 방송관계로 결방 - 6월 11일 - 김만수 그 사람 - 6월 18일 - 대통령 아시안 5개국 순방 방송관계로 결방 - 6월 25일 - 드라마 에바다 방송관계로 결방 | 7월 - 7월 2일 - 김만수 그 사람 (2주 연속) - 7월 9일 - 김만수 그 사람 (3주 연속) - 7월 16일 - 김만수 그 사람 (4주 연속) - 7월 23일 - 이은하 한 순간 - 7월 30일 - 이은하 한 순간 (2주 연속) 8월 - 8월 6일 - 이은하 한 순간 (3주 연속) - 8월 13일 - 이은하 한 순간 (4주 연속) - 8월 20일 - 이은하 한 순간 (5주 연속) - 8월 27일 - 혜은이 옛 사랑의 돌담길 9월 - 9월 3일 - 혜은이 옛 사랑의 돌담길 (2주 연속) - 9월 8일 - 함중아 내게도 사랑이 - 9월 15일 - 함중아 내게도 사랑이 (2주 연속) - 9월 22일 - 함중아 내게도 사랑이 (3주 연속) - 9월 29일 - 함중아 내게도 사랑이 (4주 연속) 10월 - 10월 6일 - 함중아 내게도 사랑이 (5주 연속) - 10월 13일 - 조용필 미워 미워 미워 - 10월 20일 - 조용필 미워 미워 미워 (2주 연속) - 10월 27일 - 조용필 미워 미워 미워 (3주 연속) 11월 - 11월 3일 - 조용필 미워 미워 미워 (4주 연속) - 11월 10일 - 윤수일 제 2의 고향 - 11월 17일 - 윤수일 제 2의 고향 (2주 연속) - 11월 24일 - 수연 높은 하늘아 12월 - 12월 1일 - 월튼네 사람들 방송관계로 결방 - 12월 8일 - TV 20년 특선 (전쟁과 평화) 방송관계로 결방) - 12월 15일 - TV 20년 특선 (전쟁과 평화) 방송관계로 결방) - 12월 22일 - 조용필 미워 미워 미워 (통산 5주) - 12월 29일 - 세계체조선수권대회 방송관계로 결방 |

#### 1982년
| 1월 - 1월 5일 - 조용필 미워 미워 미워 (2주 연속, 통산 6주) - 1월 12일 - 남궁옥분 사랑사랑 누가말했나 - 1월 19일 - 남궁옥분 사랑사랑 누가말했나 (2주 연속) - 1월 27일 - 남궁옥분 사랑사랑 누가말했나 (3주 연속) / 수요일로 방송일 변경 2월 - 2월 3일 - 남궁옥분 사랑사랑 누가말했나 (4주 연속) - 2월 10일 - 혜은이 잊게해 주세요 - 2월 17일 - 혜은이 잊게해 주세요 (2주 연속) - 2월 24일 - 이용 바람이려오 3월 - 3월 3일 - 이용 바람이려오 (2주 연속) - 3월 10일 - 이용 바람이려오 (3주 연속) - 3월 17일 - 이용 바람이려오 (4주 연속) - 3월 24일 - 하춘화 사랑했는데 - 3월 31일 - 하춘화 사랑했는데 (2주 연속) 4월 - 4월 7일 - 송골매 어쩌다 마주친 그대 - 4월 14일 - 송골매 어쩌다 마주친 그대 (2주 연속) - 4월 21일 - 송골매 어쩌다 마주친 그대 (3주 연속) - 4월 28일 - 송골매 어쩌다 마주친 그대 (4주 연속) 5월 - 5월 5일 - 송골매 어쩌다 마주친 그대 (5주 연속) - 5월 12일 - 프로야구(OB : 해태) 중계관계로 결방 - 5월 19일 - 민해경 어느 소녀의 사랑 이야기 - 5월 26일 - 프로야구(MBC : 해태) 중계관계로 결방 6월 - 6월 2일 - 프로야구(MBC : 롯데) 중계관계로 결방 - 6월 9일 - 민해경 어느 소녀의 사랑 이야기 (2주 연속) - 6월 16일 - 민해경 어느 소녀의 사랑 이야기 (3주 연속) - 6월 23일 - 나훈아 대동강 편지 - 6월 30일 - '82 상반기 가요 톱 10 결산 | 7월 - 7월 7일 - 나훈아 대동강 편지 (2주 연속) - 7월 14일 - 이용 잊혀진 계절 - 7월 21일 - 이용 잊혀진 계절 (2주 연속) - 7월 28일 - 이용 잊혀진 계절 (3주 연속) 8월 - 8월 4일 - 이용 잊혀진 계절 (4주 연속) - 8월 11일 - 이용 잊혀진 계절 (5주 연속) - 8월 18일 - 조용필 못찾겠다 꾀꼬리 - 8월 25일 - 조용필 못찾겠다 꾀꼬리 (2주 연속) 9월 - 9월 1일 - 조용필 못찾겠다 꾀꼬리 (3주 연속) - 9월 8일 - 조용필 못찾겠다 꾀꼬리 (4주 연속) - 9월 15일 - 조용필 못찾겠다 꾀꼬리 (5주 연속) - 9월 22일 - 조용필 못찾겠다 꾀꼬리 (6주 연속) - 9월 29일 - 조용필 못찾겠다 꾀꼬리 (7주 연속) 10월 - 10월 6일 - 조용필 못찾겠다 꾀꼬리 (8주 연속) - 10월 13일 - 특선드라마 방송 관계로 결방 - 10월 20일 - 미국 애틀랜타 브레이브스팀 초청 야구 중계관계로 결방 - 10월 27일 - 조용필 못찾겠다 꾀꼬리 (9주 연속) 11월 - 11월 3일 - 조용필 못찾겠다 꾀꼬리 (10주 연속) - 11월 10일 - 윤시내 DJ에게 - 11월 17일 - 윤시내 DJ에게 (2주 연속) - 11월 24일 - 윤시내 DJ에게 (3주 연속) 12월 - 12월 1일 - 윤시내 DJ에게 (4주 연속) - 12월 8일 - 송골매 모두다 사랑하리 - 12월 15일 - 송골매 모두다 사랑하리 (2주 연속) - 12월 22일 - 송골매 모두다 사랑하리 (3주 연속) - 12월 29일 - '82 총결산 가요 톱 10 |

#### 1983년
| 1월 - 1월 5일 - 송골매 모두 다 사랑하리 (4주 연속) - 1월 12일 - 조용필 비련 - 1월 19일 - 조용필 비련 (2주 연속) - 1월 26일 - 조용필 비련 (3주 연속) 2월 - 2월 2일 - 조용필 비련 (4주 연속) - 2월 9일 - 혜은이 독백 - 2월 16일 - 조용필 비련 (통산 5주) - 2월 23일 - 혜은이 독백 (통산 2주) 3월 - 3월 2일 - 혜은이 독백 (2주 연속, 통산 3주) - 3월 9일 - 혜은이 독백 (3주 연속, 통산 4주) - 3월 16일 - 혜은이 독백 (4주 연속, 통산 5주) - 3월 23일 - 혜은이 독백 (5주 연속, 통산 6주) (골든컵) 4월 - 4월 3일 - 김수희 멍에 - 4월 10일 - 김수희 멍에 (2주 연속) - 4월 17일 - 김수희 멍에 (3주 연속)씨름중계 - 4월 24일 - 김수희 멍에 (4주 연속) 5월 - 5월 1일 - 김수희 멍에 (5주 연속) (골든컵) - 5월 8일 - 방미 계절이 두 번 바뀌면 - 5월 15일 - 방미 계절이 두 번 바뀌면 (2주 연속) - 5월 22일 - 방미 계절이 두 번 바뀌면 (3주 연속) - 5월 29일 - 방미 계절이 두 번 바뀌면 (4주 연속) 6월 - 6월 5일 - 허영란 날개 - 6월 12일 - 대통령배 축구(한국 : 인도네시아) 중계관계로 결방 - 6월 19일 - 허영란 날개 (2주 연속) - 6월 26일 - 허영란 날개 (3주 연속) | 7월 - 7월 3일 - 허영란 날개 (4주 연속) - 7월 10일 - 프로야구(OB : 해태) 중계관계로 결방 - 7월 17일 - 허영란 날개 (5주 연속) (골든컵) - 7월 24일 - 김태정 기도하는 마음 - 7월 31일 - 이동기 논개 8월 - 8월 7일 - 이동기 논개 (2주 연속) - 8월 14일 - 이동기 논개 (3주 연속) - 8월 21일 - 이동기 논개 (4주 연속) - 8월 28일 - 조용필 나는 너 좋아 9월 - 9월 4일 - 프로야구 (삼성 : MBC) 중계관계로 결방 - 9월 11일 - 조용필 나는 너 좋아 (2주 연속) - 9월 18일 - 조용필 나는 너 좋아 (3주 연속) - 9월 25일 - 조용필 나는 너 좋아 (4주 연속) 10월 - 10월 2일 - 조용필 나는 너 좋아 (5주 연속) (골든컵) - 10월 9일 - 김현준, 민해경 내 인생은 나의 것 - 10월 16일 - 김현준, 민해경 내 인생은 나의 것 (2주 연속) - 10월 23일 - 김현준, 민해경 내 인생은 나의 것 (3주 연속) - 10월 30일 - 김현준, 민해경 내 인생은 나의 것 (4주 연속) 11월 - 11월 6일 - 윤시내 공부합시다 - 11월 13일 - 윤시내 공부합시다 (2주 연속) - 11월 20일 - 방미 올 가을엔 사랑할거야 - 11월 27일 - 방미 올 가을엔 사랑할거야 (2주 연속) 12월 - 12월 4일 - 방미 올 가을엔 사랑할거야 (3주 연속) - 12월 11일 - 방미 올 가을엔 사랑할거야 (4주 연속) - 12월 18일 - 방미 올 가을엔 사랑할거야 (5주 연속) (골든컵) - 12월 25일 - '83 가요대제전 방송관계로 결방 |

#### 1984년
| 1월 - 1월 1일 - 신년특집 (신년 가족오락관) 방송관계로 결방 - 1월 8일 - 윤수일 아파트 - 1월 15일 - 윤수일 아파트 (2주 연속) - 1월 22일 - 윤수일 아파트 (3주 연속) - 1월 29일 - 윤수일 아파트 (4주 연속) 2월 - 2월 5일 - 윤수일 아파트 (5주 연속) (골든컵) - 2월 12일 - 조용필 친구여 - 2월 19일 - 조용필 친구여 (2주 연속) - 2월 26일 - 조용필 친구여 (3주 연속) 3월 - 3월 4일 - 조용필 친구여 (4주 연속) - 3월 11일 - 조용필 친구여 (5주 연속) (골든컵) - 3월 18일 - 정수라 아 대한민국 - 3월 25일 - 정수라 아 대한민국 (2주 연속) 4월 - 4월 1일 - 정수라 아 대한민국 (3주 연속) - 4월 8일 - 정수라 아 대한민국 (4주 연속) - 4월 15일 - 정수라 아 대한민국 (5주 연속) (골든컵) - 4월 22일 - 김수철 못다 핀 꽃 한 송이 - 4월 29일 - 김수철 못다 핀 꽃 한 송이 (2주 연속) 5월 - 5월 6일 - 김수철 못다 핀 꽃 한 송이 (3주 연속) - 5월 13일 - 김수철 못다 핀 꽃 한 송이 (4주 연속) - 5월 20일 - 김수철 못다 핀 꽃 한 송이 (5주 연속) (골든컵) - 5월 27일 - 김학래 슬픔의 심로 6월 - 6월 3일 - 김학래 슬픔의 심로 (2주 연속) - 6월 10일 - 전영록 그대가 미워요 - 6월 17일 - 전영록 그대가 미워요 (2주 연속) - 6월 24일 - 최혜영 그것은 인생 | 7월 - 7월 1일 - 최혜영 그것은 인생 (2주 연속) - 7월 8일 - '84 가요톱10 상반기 결산 (상반기 최고인기가요 : 정수라 아 대한민국) - 7월 15일 - 최혜영 그것은 인생 (3주 연속) - 7월 22일 - 최혜영 그것은 인생 (4주 연속) - 7월 29일 - 최혜영 그것은 인생 (5주 연속) (골든컵) 8월 - 8월 5일 - 조용필 정의 마음 - 8월 12일 - 조용필 정의 마음 (2주 연속) - 8월 19일 - 조용필 정의 마음 (3주 연속) - 8월 26일 - 조용필 정의 마음 (4주 연속) 9월 - 9월 2일 - 조용필 정의 마음 (5주 연속) (골든컵) - 9월 9일 - 하남석 우는 아인 바보야 - 9월 16일 - 하남석 우는 아인 바보야 (2주 연속) - 9월 23일 - 윤수일 아름다워 - 9월 30일 - 윤수일 아름다워 (2주 연속) 10월 - 10월 7일 - 윤수일 아름다워 (3주 연속) - 10월 14일 - 윤수일 아름다워 (4주 연속) - 10월 21일 - 윤수일 아름다워 (5주 연속) (골든컵) - 10월 28일 - 이용 첫 사랑이야 11월 - 11월 4일 - 조용필 눈물의 파티 - 11월 11일 - 조용필 눈물의 파티 (2주 연속) - 11월 18일 - 조용필 눈물의 파티 (3주 연속) - 11월 25일 - 이선희 J에게 12월 - 12월 2일 - 이선희 J에게 (2주 연속) - 12월 9일 - 이선희 J에게 (3주 연속) - 12월 16일 - 이선희 J에게 (4주 연속) - 12월 23일 - '84 가요대제전 방송관계로 결방 - 12월 30일 - 특선 앙코르 시리즈 (아버지의 땅) 방송관계로 결방 |

#### 1985년
| 1월 - 1월 6일 - 이선희 J에게 (5주 연속) (골든컵) - 1월 13일 - 이은하 사랑도 못해본 사람은 - 1월 20일 - 이은하 사랑도 못해본 사람은 (2주 연속) - 1월 27일 - 이은하 사랑도 못해본 사람은 (3주 연속) 2월 - 2월 3일 - 이은하 사랑도 못해본 사람은 (4주 연속) - 2월 10일 - 이은하 사랑도 못해본 사람은 (5주 연속) (골든컵) - 2월 17일 - 한마음 갯바위 - 2월 24일 - 한마음 갯바위 (2주 연속) 3월 - 3월 3일 - 나미 빙글빙글 - 3월 10일 - 나미 빙글빙글 (2주 연속) - 3월 17일 - 나미 빙글빙글 (3주 연속) - 3월 24일 - 나미 빙글빙글 (4주 연속) - 3월 31일 - 나미 빙글빙글 (5주 연속) (골든컵) 4월 - 4월 7일 - 전영록 아직도 어두운 밤인가봐 - 4월 14일 - 전영록 아직도 어두운 밤인가봐 (2주 연속) - 4월 21일 - 전영록 아직도 어두운 밤인가봐 (3주 연속) - 4월 24일 - 전영록 아직도 어두운 밤인가봐 (4주 연속) 5월 - 5월 1일 - 전영록 아직도 어두운 밤인가봐 (5주 연속) (골든컵) - 5월 8일 - 정수라 도시의 거리 - 5월 15일 - 정수라 도시의 거리 (2주 연속) - 5월 22일 - 정수라 도시의 거리 (3주 연속) - 5월 29일 - 이진관 인생은 미완성 6월 - 6월 5일 - 이진관 인생은 미완성 (2주 연속) - 6월 12일 - 이진관 인생은 미완성 (3주 연속) - 6월 19일 - 조용필 어제 오늘 그리고 - 6월 26일 - 조용필 어제 오늘 그리고 (2주 연속) | 7월 - 7월 3일 - '85 가요톱10 상반기 결산 - 7월 10일 - 조용필 어제 오늘 그리고 (3주 연속) - 7월 17일 - 조용필 어제 오늘 그리고 (4주 연속) - 7월 24일 - 조용필 어제 오늘 그리고 (5주 연속) (골든컵) - 7월 31일 - 김범룡 바람 바람 바람 8월 - 8월 7일 - 김범룡 바람 바람 바람 (2주 연속) - 8월 14일 - 8.15 특집영화(황토) 방영관계로 결방 - 8월 21일 - 영화(무기 없는 전사들) 방영관계로 결방 - 8월 28일 - 김범룡 바람 바람 바람 (3주 연속) 9월 - 9월 4일 - 김범룡 바람 바람 바람 (4주 연속) - 9월 11일 - 김범룡 바람 바람 바람 (5주 연속) (골든컵) - 9월 18일 - 구창모 희나리 - 9월 25일 - 구창모 희나리 (2주 연속) 10월 - 10월 2일 - 구창모 희나리 (3주 연속) - 10월 9일 - 구창모 희나리 (4주 연속) - 10월 16일 - 구창모 희나리 (5주 연속) (골든컵) - 10월 23일 - 조용필 그대여 - 10월 30일 - 조용필 그대여 (2주 연속) 11월 - 11월 6일 - 송골매 하늘나라 우리 님 - 11월 13일 - 조용필 그대여 (통산 3주) - 11월 20일 - 조용필 그대여 (2주 연속, 통산 4주) - 11월 27일 - 조용필 그대여 (3주 연속, 통산 5주) 12월 - 12월 4일 - 조용필 그대여 (4주 연속, 통산 6주) - 12월 11일 - 조용필 그대여 (5주 연속, 통산 7주) (골든컵) - 12월 18일 - 최진희 사랑의 미로 - 12월 25일 - '85 가요톱10 연말결산 |

#### 1986년
| 1월 - 1월 1일 - 신년특집(웃음실은 청백전) 방송관계로 결방 - 1월 8일 - 최진희 사랑의 미로 (2주 연속) - 1월 15일 - 최진희 사랑의 미로 (3주 연속) - 1월 22일 - 최진희 사랑의 미로 (4주 연속) - 1월 29일 - 최진희 사랑의 미로 (5주 연속) (골든컵) 2월 - 2월 5일 - 김범룡 겨울비는 내리고 - 2월 12일 - 김범룡 겨울비는 내리고 (2주 연속) - 2월 19일 - 한마음 친구라 하네 - 2월 26일 - 한마음 친구라 하네 (2주 연속) 3월 - 3월 5일 - 이선희 갈바람 - 3월 12일 - 이선희 갈바람 (2주 연속) - 3월 19일 - 조용필 허공 - 3월 26일 - 조용필 허공 (2주 연속) 4월 - 4월 2일 - 조용필 허공 (3주 연속) - 4월 9일 - 조용필 허공 (4주 연속) - 4월 16일 - 조용필 허공 (5주 연속) (골든컵) - 4월 23일 - 전영록 그대 우나봐 - 4월 30일 - 전영록 그대 우나봐 (2주 연속) 5월 - 5월 7일 - 높은음자리 바다에 누워 - 5월 14일 - 높은음자리 바다에 누워 (2주 연속) - 5월 21일 - 높은음자리 바다에 누워 (3주 연속) - 5월 28일 - 높은음자리 바다에 누워 (4주 연속) 6월 - 6월 4일 - 높은음자리 바다에 누워 (5주 연속) (골든컵) - 6월 11일 - 민해경 사랑은 이제 그만 - 6월 18일 - 이문세 난 아직 모르잖아요 - 6월 25일 - 이문세 난 아직 모르잖아요 (2주 연속) | 7월 - 7월 2일 - 이문세 난 아직 모르잖아요 (3주 연속) - 7월 9일 - 이문세 난 아직 모르잖아요 (4주 연속) - 7월 16일 - 이문세 난 아직 모르잖아요 (5주 연속) (골든컵) - 7월 23일 - 민해경 사랑은 이제 그만 (통산 2주) - 7월 30일 - 민해경 사랑은 이제 그만 (2주 연속, 통산 3주) 8월 - 8월 6일 - '86 젊음의 축제 한국잼버리 방송관계로 결방 - 8월 13일 - 민해경 사랑은 이제 그만 (3주 연속, 통산 4주) - 8월 20일 - 구창모 아픈만큼 성숙해지고 - 8월 27일 - 구창모 아픈만큼 성숙해지고 (2주 연속) 9월 - 9월 3일 - 구창모 아픈만큼 성숙해지고 (3주 연속) - 9월 10일 - 구창모 아픈만큼 성숙해지고 (4주 연속) - 9월 17일 - 미집계(추석특집 방영) - 9월 24일 - 구창모 아픈만큼 성숙해지고 (5주 연속) (골든컵) 10월 - 10월 1일 - 윤수일 황홀한 고백 - 10월 8일 - 높은음자리 나 그리고 별 - 10월 15일 - 높은음자리 나 그리고 별 (2주 연속) - 10월 22일 - 홍수철 철없던 사랑 - 10월 29일 - 홍수철 철없던 사랑 (2주 연속) 11월 - 11월 5일 - 조용필 바람이 전하는 말 - 11월 12일 - 조용필 바람이 전하는 말 (2주 연속) - 11월 19일 - 조용필 바람이 전하는 말 (3주 연속) - 11월 26일 - 정수라 난 너에게 12월 - 12월 3일 - 정수라 난 너에게 (2주 연속) - 12월 10일 - 정수라 난 너에게 (3주 연속) - 12월 17일 - 정수라 난 너에게 (4주 연속) - 12월 24일 - 성탄특집(캐럴 베스트 10) 방송관계로 결방 - 12월 31일 - 정수라 난 너에게 (5주 연속) (골든컵) ('86 가요톱10 연말결산) |

#### 1987년
| 1월 - 1월 7일 - 구창모 방황 - 1월 14일 - 전영록 내 사랑 울보 - 1월 21일 - 전영록 내 사랑 울보 (2주 연속) - 1월 28일 - 이재성 촛불잔치 2월 - 2월 4일 - 이재성 촛불잔치 (2주 연속) - 2월 11일 - 이재성 촛불잔치 (3주 연속) - 2월 18일 - 장덕 님 떠난 후 - 2월 25일 - 장덕 님 떠난 후 (2주 연속) 3월 - 3월 4일 - 장덕 님 떠난 후 (3주 연속) - 3월 11일 - 장덕 님 떠난 후 (4주 연속) - 3월 18일 - 장덕 님 떠난 후 (5주 연속) (골든컵) - 3월 25일 - 최성수 남남 4월 - 4월 1일 - 이선희 알고 싶어요 - 4월 8일 - 이선희 알고 싶어요 (2주 연속) - 4월 15일 - 이선희 알고 싶어요 (3주 연속) - 4월 22일 - 이선희 알고 싶어요 (4주 연속) - 4월 29일 - 이선희 알고 싶어요 (5주 연속) (골든컵) 5월 - 5월 6일 - 이재성 고독한 DJ - 5월 13일 - 이재성 고독한 DJ (2주 연속) - 5월 20일 - 이재성 고독한 DJ (3주 연속) - 5월 27일 - 이재성 고독한 DJ (4주 연속) 6월 - 6월 3일 - 이재성 고독한 DJ (5주 연속) (골든컵) - 6월 10일 - 주현미 눈물의 부르스 - 6월 17일 - 주현미 눈물의 부르스 (2주 연속) - 6월 24일 - 주현미 눈물의 부르스 (3주 연속) | 7월 - 7월 1일 - 1987년 상반기 결산 특집 - 7월 8일 - 주현미 눈물의 부르스 (4주 연속) - 7월 15일 - 최성수 애수 - 7월 22일 - 최성수 애수 (2주 연속) - 7월 29일 - 이치현과 벗님들 사랑의 슬픔 8월 - 8월 5일 - 이치현과 벗님들 사랑의 슬픔 (2주 연속) - 8월 12일 - 이치현과 벗님들 사랑의 슬픔 (3주 연속) - 8월 19일 - 이치현과 벗님들 사랑의 슬픔 (4주 연속) - 8월 26일 - 이치현과 벗님들 사랑의 슬픔 (5주 연속) (골든컵) 9월 - 9월 2일 - 김범룡 카페와 여인 - 9월 9일 - 김범룡 카페와 여인 (2주 연속) - 9월 16일 - 김범룡 카페와 여인 (3주 연속) - 9월 23일 - 김범룡 카페와 여인 (4주 연속) - 9월 30일 - 김범룡 카페와 여인 (5주 연속) (골든컵) 10월 - 10월 7일 - 김학래 하늘이여 - 10월 14일 - 수와진 새벽아침 - 10월 21일 - 수와진 새벽아침 (2주 연속) - 10월 28일 - 김학래 하늘이여 (통산 2주) 11월 - 11월 4일 - 김학래 하늘이여 (2주 연속, 통산 3주) - 11월 11일 - 김학래 하늘이여 (3주 연속, 통산 4주) - 11월 18일 - 김학래 하늘이여 (4주 연속, 통산 5주) - 11월 25일 - 김학래 하늘이여 (5주 연속, 통산 6주) (골든컵) 12월 - 12월 2일 - 이정석 사랑하기에 - 12월 9일 - 이정석 사랑하기에 (2주 연속) - 12월 16일 - 이정석 사랑하기에 (3주 연속) - 12월 23일 - 1987년 연말결산 특집 - 12월 30일 - '87 KBS 가요대상 관계로 결방 |

#### 1988년
| 1월 - 1월 6일 - 이정석 사랑하기에 (4주 연속) - 1월 13일 - 이정석 사랑하기에 (5주 연속) (골든컵) - 1월 20일 - 조용필 그대 발길 머무는 곳에 - 1월 27일 - 민해경 그대는 인형처럼 웃고 있지만 2월 - 2월 3일 - 최성수 동행 - 2월 10일 - 민해경 그대는 인형처럼 웃고 있지만 (통산 2주) - 2월 17일 - 최성수 동행 (통산 2주) - 2월 24일 - 최성수 동행 (2주 연속, 통산 3주) 3월 - 3월 2일 - 최성수 동행 (3주 연속, 통산 4주) - 3월 9일 - 최성수 동행 (4주 연속, 통산 5주) - 3월 16일 - 최성수 동행 (5주 연속, 통산 6주) (골든컵) - 3월 23일 - 유열 이별이래 - 3월 30일 - 유열 이별이래 (2주 연속) 4월 - 4월 6일 - 조하문 이 밤을 다시 한번 - 4월 13일 - 여운 홀로된 사랑 - 4월 20일 - 여운 홀로된 사랑 (2주 연속) - 4월 27일 - 여운 홀로된 사랑 (3주 연속) 5월 - 5월 4일 - 여운 홀로된 사랑 (4주 연속) - 5월 11일 - 이선희 나 항상 그대를 - 5월 18일 - 이선희 나 항상 그대를 (2주 연속) - 5월 25일 - 이선희 나 항상 그대를 (3주 연속) (울산 특집) 6월 - 6월 1일 - 이선희 나 항상 그대를 (4주 연속) - 6월 8일 - 이선희 나 항상 그대를 (5주 연속) (골든컵) - 6월 15일 - 전영록 저녁놀 - 6월 22일 - 전영록 저녁놀 (2주 연속) - 6월 29일 - 1988년 상반기 결산 특집 | 7월 - 7월 6일 - 전영록 저녁놀 (3주 연속) - 7월 13일 - 김종찬 사랑이 저만치 가네 - 7월 20일 - 전영록 저녁놀 (통산 4주) - 7월 27일 - 전영록 저녁놀 (2주 연속, 통산 5주) 8월 - 8월 3일 - 전영록 저녁놀 (3주 연속, 통산 6주) - 8월 10일 - 정수라 환희 - 8월 17일 - 정수라 환희 (2주 연속) - 8월 24일 - 주현미 신사동 그 사람 - 8월 31일 - 정수라 환희 (통산 3주) 9월 - 9월 7일 - 정수라 환희 (2주 연속, 통산 4주) - 9월 14일 - 정수라 환희 (3주 연속, 통산 5주) - 9월 21일 - 정수라 환희 (4주 연속, 통산 6주) - 9월 28일 - 서울올림픽 중계방송 관계로 결방 10월 - 10월 5일 - 조용필 서울 서울 서울 - 10월 12일 - 정수라 환희 (통산 7주) - 10월 19일 - 정수라 환희 (2주 연속, 통산 8주) - 10월 26일 - 이상은 담다디 11월 - 11월 2일 - 김종찬 토요일은 밤이 좋아 - 11월 9일 - 이상은 담다디 (통산 2주) - 11월 16일 - 이상은 담다디 (2주 연속, 통산 3주) - 11월 23일 - 이상은 담다디 (3주 연속, 통산 4주) - 11월 30일 - 최호섭 세월이 가면 12월 - 12월 7일 - 이치현과 벗님들 집시여인 - 12월 14일 - 이치현과 벗님들 집시여인 (2주 연속) - 12월 21일 - 이치현과 벗님들 집시여인 (3주 연속) - 12월 28일 - 1988년 연말결산 특집 |

#### 1989년
| 1월 - 1월 4일 - 이치현과 벗님들 집시여인 (4주 연속) - 1월 11일 - 이치현과 벗님들 집시여인 (5주 연속) (골든컵) - 1월 18일 - 김종찬 당신도 울고 있네요 - 1월 25일 - 변진섭 홀로 된다는 것 2월 - 2월 1일 - 박남정 널 그리며 - 2월 8일 - 변진섭 홀로 된다는 것 (통산 2주) - 2월 15일 - 박남정 널 그리며 (통산 2주) - 2월 22일 - 박남정 널 그리며 (2주 연속, 통산 3주) 3월 - 3월 1일 - 박남정 널 그리며 (3주 연속, 통산 4주) - 3월 12일 - 박남정 널 그리며 (4주 연속, 통산 5주) - 3월 19일 - 박남정 널 그리며 (5주 연속, 통산 6주) (골든컵) - 3월 26일 - 이지연 바람아 멈추어다오 4월 - 4월 2일 - 이지연 바람아 멈추어다오 (2주 연속) - 4월 9일 - 이지연 바람아 멈추어다오 (3주 연속) - 4월 16일 - 이지연 바람아 멈추어다오 (4주 연속) - 4월 23일 - 이지연 바람아 멈추어다오 (5주 연속) (골든컵) - 4월 30일 - 양수경 그대는 5월 - 5월 7일 - 양수경 그대는 (2주 연속) - 5월 14일 - 양수경 그대는 (3주 연속) - 5월 21일 - 조용필 Q - 5월 28일 - 양수경 그대는 (통산 4주) 6월 - 6월 4일 - 양수경 그대는 (2주 연속, 통산 5주) - 6월 11일 - 양수경 그대는 (3주 연속, 통산 6주) - 6월 18일 - 박남정 사랑의 불시착 - 6월 25일 - 박남정 사랑의 불시착 (2주 연속) | 7월 - 7월 2일 - 1989년 상반기 결산 특집 - 7월 9일 - 주현미 짝사랑 - 7월 16일 - 박남정 사랑의 불시착 (통산 3주) - 7월 23일 - 박남정 사랑의 불시착 (2주 연속, 통산 4주) - 7월 30일 - 박남정 사랑의 불시착 (3주 연속, 통산 5주) 8월 - 8월 6일 - 박남정 사랑의 불시착 (4주 연속, 통산 6주) - 8월 13일 - 박남정 사랑의 불시착 (5주 연속, 통산 7주) (골든컵) - 8월 20일 - 이선희 나의 거리 - 8월 27일 - 이선희 나의 거리 (2주 연속) 9월 - 9월 3일 - 이선희 나의 거리 (3주 연속) - 9월 10일 - 이선희 나의 거리 (4주 연속) - 9월 17일 - 이선희 나의 거리 (5주 연속) (골든컵) - 9월 24일 - 이정석 여름날의 추억 10월 - 10월 1일 - 이정석 여름날의 추억 (2주 연속) - 10월 8일 - 이승철 안녕이라고 말하지마 - 10월 15일 - 이정석 여름날의 추억 (통산 3주) - 10월 22일 - 이정석 여름날의 추억 (2주 연속, 통산 4주) - 10월 29일 - 김흥국 호랑나비 11월 - 11월 5일 - 김흥국 호랑나비 (2주 연속) - 11월 12일 - 김흥국 호랑나비 (3주 연속) - 11월 19일 - 김흥국 호랑나비 (4주 연속) - 11월 26일 - 김흥국 호랑나비 (5주 연속) (골든컵) 12월 - 12월 3일 - 양수경 사랑은 창밖의 빗물같아요 - 12월 10일 - 양수경 사랑은 창밖의 빗물같아요 (2주 연속) - 12월 17일 - 양수경 사랑은 창밖의 빗물같아요 (3주 연속) - 12월 24일 - 김지애 얄미운 사람 - 12월 31일 - 송년특집 |

#### 1990년
| 1월 - 1월 7일 - 김지애 얄미운 사람 (2주 연속) - 1월 14일 - 김지애 얄미운 사람 (3주 연속) - 1월 21일 - 김지애 얄미운 사람 (4주 연속) - 1월 28일 - 김지애 얄미운 사람 (5주 연속) (골든컵) 2월 - 2월 4일 - 이선희 한바탕 웃음으로 - 2월 11일 - 이선희 한바탕 웃음으로 (2주 연속) - 2월 18일 - 이선희 한바탕 웃음으로 (3주 연속) - 2월 25일 - 변진섭 너에게로 또 다시 3월 - 3월 4일 - 변진섭 희망사항 - 3월 11일 - 변진섭 희망사항 (2주 연속) - 3월 18일 - 변진섭 희망사항 (3주 연속) - 3월 25일 - 변진섭 희망사항 (4주 연속) 4월 - 4월 1일 - 변진섭 희망사항 (5주 연속) (골든컵) - 4월 8일 - 최성수 잊지 말아요 - 4월 15일 - 조정현 그 아픔까지 사랑한거야 - 4월 22일 - KBS 노조 파업 관계로 결방 - 4월 29일 - KBS 노조 파업 관계로 결방 5월 - 5월 6일 - KBS 노조 파업 관계로 결방 - 5월 13일 - KBS 노조 파업 관계로 결방 - 5월 20일 - KBS 노조 파업 관계로 결방 - 5월 27일 - 조정현 그 아픔까지 사랑한거야 (2주 연속) 6월 - 6월 3일 - 조정현 그 아픔까지 사랑한거야 (3주 연속) - 6월 10일 - 햇빛촌 유리창엔 비 - 6월 17일 - 햇빛촌 유리창엔 비 (2주 연속) - 6월 24일 - 햇빛촌 유리창엔 비 (3주 연속) | 7월 - 7월 1일 - 미집계 (1990년 상반기 결산 특집) - 7월 8일 - 햇빛촌 유리창엔 비 (4주 연속) - 7월 15일 - 햇빛촌 유리창엔 비 (5주 연속) (골든컵) - 7월 22일 - 김민우 사랑일뿐야 - 7월 29일 - 김민우 사랑일뿐야 (2주 연속) 8월 - 8월 5일 - 김민우 사랑일뿐야 (3주 연속) - 8월 12일 - 김민우 사랑일뿐야 (4주 연속) - 8월 19일 - 김민우 사랑일뿐야 (5주 연속) (골든컵) - 8월 26일 - 나미 인디언 인형처럼 9월 - 9월 2일 - 나미 인디언 인형처럼 (2주 연속) - 9월 9일 - 나미 인디언 인형처럼 (3주 연속) - 9월 16일 - 나미 인디언 인형처럼 (4주 연속) - 9월 23일 - 김민우 입영열차 안에서 - 9월 30일 - 김민우 입영열차 안에서 (2주 연속) 10월 - 10월 7일 - 김민우 입영열차 안에서 (3주 연속) - 10월 14일 - 김민우 입영열차 안에서 (4주 연속) - 10월 21일 - 김민우 입영열차 안에서 (5주 연속) (골든컵) - 10월 28일 - 민해경 보고싶은 얼굴 11월 - 11월 4일 - 민해경 보고싶은 얼굴 (2주 연속) - 11월 11일 - 민해경 보고싶은 얼굴 (3주 연속) - 11월 18일 - 민해경 보고싶은 얼굴 (4주 연속) - 11월 25일 - 민해경 보고싶은 얼굴 (5주 연속) (골든컵) 12월 - 12월 2일 - 태진아 거울도 안보는 여자 - 12월 9일 - 태진아 거울도 안보는 여자 (2주 연속) - 12월 16일 - 태진아 거울도 안보는 여자 (3주 연속) - 12월 23일 - 태진아 거울도 안보는 여자 (4주 연속) - 12월 30일 - 미집계 (1990년 연말결산 특집) |

#### 1991년
| 1월 - 1월 6일 - 태진아 거울도 안보는 여자 (5주 연속) (골든컵) - 1월 13일 - 김지애 몰래한 사랑 - 1월 20일 - 김지애 몰래한 사랑 (2주 연속) - 1월 27일 - 김지애 몰래한 사랑 (3주 연속) 2월 - 2월 3일 - 김지애 몰래한 사랑 (4주 연속) - 2월 10일 - 김지애 몰래한 사랑 (5주 연속) (골든컵) - 2월 17일 - 김완선 나만의 것 - 2월 24일 - 김완선 나만의 것 (2주 연속) 3월 - 3월 3일 - 이상우 그녀를 만나는 곳 100m 전 - 3월 10일 - 김완선 나만의 것 (통산 3주) - 3월 17일 - 이상우 그녀를 만나는 곳 100m 전 (통산 2주) - 3월 24일 - 이상우 그녀를 만나는 곳 100m 전 (2주 연속, 통산 3주) - 3월 31일 - 이상우 그녀를 만나는 곳 100m 전 (3주 연속, 통산 4주) 4월 - 4월 7일 - 이상우 그녀를 만나는 곳 100m 전 (4주 연속, 통산 5주) - 4월 14일 - 이상우 그녀를 만나는 곳 100m 전 (5주 연속, 통산 6주) (골든컵) - 4월 21일 - 이선희 추억의 책장을 넘기면 - 4월 28일 - 태진아 미안 미안해 5월 - 5월 5일 - 태진아 미안 미안해 (2주 연속) - 5월 12일 - 태진아 미안 미안해 (3주 연속) - 5월 19일 - 신승훈 미소 속에 비친 그대 - 5월 22일 - 신승훈 미소 속에 비친 그대 (2주 연속) - 5월 29일 - 신승훈 미소 속에 비친 그대 (3주 연속) 6월 - 6월 5일 - 신승훈 미소 속에 비친 그대 (4주 연속) - 6월 12일 - 신승훈 미소 속에 비친 그대 (5주 연속) (골든컵) - 6월 19일 - 노사연 만남 - 6월 26일 - 노사연 만남 (2주 연속) | 7월 - 7월 3일 - 노사연 만남 (3주 연속) - 7월 10일 - 노사연 만남 (4주 연속) - 7월 17일 - 노사연 만남 (5주 연속) (골든컵) - 7월 24일 - 김완선 삐에로는 우릴 보고 웃지 - 7월 31일 - 이상우 이젠 8월 - 8월 7일 - 심신 오직 하나뿐인 그대 - 8월 14일 - 이상우 이젠 (통산 2주) - 8월 21일 - 이상우 이젠 (2주 연속, 통산 3주) - 8월 28일 - 심신 오직 하나뿐인 그대 (통산 2주) 9월 - 9월 4일 - 심신 오직 하나뿐인 그대 (2주 연속, 통산 3주) - 9월 11일 - 심신 오직 하나뿐인 그대 (3주 연속, 통산 4주) - 9월 18일 - 신승훈 날 울리지마 - 9월 25일 - 심신 오직 하나뿐인 그대 (통산 5주) 10월 - 10월 2일 - 신승훈 날 울리지마 (통산 2주) - 10월 9일 - 신승훈 날 울리지마 (2주 연속, 통산 3주) - 10월 16일 - 이범학 이별 아닌 이별 - 10월 23일 - 신승훈 날 울리지마 (통산 4주) - 10월 30일 - 이범학 이별 아닌 이별 (통산 2주) 11월 - 11월 6일 - 이범학 이별 아닌 이별 (2주 연속, 통산 3주) - 11월 13일 - 이범학 이별 아닌 이별 (3주 연속, 통산 4주) - 11월 20일 - 이범학 이별 아닌 이별 (4주 연속, 통산 5주) - 11월 27일 - 이범학 이별 아닌 이별 (5주 연속, 통산 6주) (골든컵) 12월 - 12월 4일 - 김정수 당신 - 12월 11일 - 김정수 당신 (2주 연속) - 12월 18일 - 김정수 당신 (3주 연속) - 12월 25일 - 김정수 당신 (4주 연속)/김현식 내 사랑 내 곁에(1991년 연말결산 특집) |

#### 1992년
| 1월 - 1월 1일 - 신년특집 방송관계로 결방 - 1월 8일 - 김정수 당신 (5주 연속) (골든컵) - 1월 15일 - 김현식 내사랑 내곁에 (통산 2주) - 1월 22일 - 김완선 가장무도회 - 1월 29일 - 신승훈 보이지 않는 사랑 2월 - 2월 5일 - 신승훈 보이지 않는 사랑 (2주 연속) - 2월 12일 - 신승훈 보이지 않는 사랑 (3주 연속) - 2월 19일 - 신승훈 보이지 않는 사랑 (4주 연속) - 2월 26일 - 신승훈 보이지 않는 사랑 (5주 연속) (골든컵) 3월 - 3월 4일 - 양수경 사랑은 차가운 유혹 - 3월 11일 - 양수경 사랑은 차가운 유혹 (2주 연속) - 3월 18일 - 이상우 하룻밤의 꿈 - 3월 25일 - 이상우 하룻밤의 꿈 (2주 연속) 4월 - 4월 1일 - 이상우 하룻밤의 꿈 (3주 연속) - 4월 8일 - 이상우 하룻밤의 꿈 (4주 연속) - 4월 15일 - 이상우 하룻밤의 꿈 (5주 연속) (골든컵) - 4월 22일 - 김국환 타타타 - 4월 29일 - 김국환 타타타 (2주 연속) 5월 - 5월 6일 - 김국환 타타타 (3주 연속) - 5월 13일 - 김국환 타타타 (4주 연속) - 5월 20일 - 김국환 타타타 (5주 연속) (골든컵) - 5월 27일 - 신승훈 우연히 6월 - 6월 3일 - 신승훈 우연히 (2주 연속) - 6월 10일 - 신승훈 우연히 (3주 연속) - 6월 17일 - 신승훈 우연히 (4주 연속) - 6월 24일 - 신승훈 우연히 (5주 연속) (골든컵) | 7월 - 7월 1일 - 서태지와 아이들 난 알아요 - 7월 8일 - 미집계 ('92 가요톱10 상반기 결산) - 7월 15일 - 서태지와 아이들 난 알아요 (2주 연속) - 7월 22일 - 서태지와 아이들 난 알아요 (3주 연속) - 7월 29일 - 서태지와 아이들 난 알아요 (4주 연속) 8월 - 8월 5일 - 서태지와 아이들 난 알아요 (5주 연속) (골든컵) - 8월 12일 - 이현우 꿈 - 8월 19일 - 이현우 꿈 (2주 연속) - 8월 26일 - 유승범 질투 9월 - 9월 2일 - 유승범 질투 (2주 연속) - 9월 9일 - 유승범 질투 (3주 연속) - 9월 16일 - 이현우 꿈 (통산 3주) - 9월 23일 - 이현우 꿈 (2주 연속, 통산 4주) - 9월 30일 - 이현우 꿈 (3주 연속, 통산 5주) 10월 - 10월 7일 - 이현우 꿈 (4주 연속, 통산 6주) - 10월 14일 - 유승범 질투 (통산 4주) - 10월 21일 - 서태지와 아이들 환상 속의 그대 - 10월 28일 - 서태지와 아이들 환상 속의 그대 (2주 연속) 11월 - 11월 4일 - 서태지와 아이들 환상 속의 그대 (3주 연속) - 11월 11일 - 서태지와 아이들 환상 속의 그대 (4주 연속) - 11월 18일 - 서태지와 아이들 환상 속의 그대 (5주 연속) (골든컵) - 11월 25일 - 이덕진 내가 아는 한가지 12월 - 12월 2일 - 이덕진 내가 아는 한가지 (2주 연속) - 12월 9일 - 이덕진 내가 아는 한가지 (3주 연속) - 12월 16일 - 현진영 흐린 기억 속의 그대 - 12월 23일 - 현진영 흐린 기억 속의 그대 (2주 연속) (1992년 연말결산 특집) - 12월 30일 - '92 KBS 가요대상 방송관계로 결방 |

#### 1993년
| 1월 - 1월 6일 - 현진영 흐린 기억 속의 그대 (3주 연속) - 1월 13일 - 015B 아주 오래된 연인들 - 1월 20일 - 현진영 흐린 기억 속의 그대 (통산 4주) - 1월 27일 - 현진영 흐린 기억 속의 그대 (연속 2주, 통산 5주) 2월 - 2월 3일 - 푸른하늘 자아도취 - 2월 10일 - 김종서 지금은 알 수 없어 - 2월 17일 - 철이와 미애 너는 왜 - 2월 24일 - 철이와 미애 너는 왜 (2주 연속) 3월 - 3월 3일 - 철이와 미애 너는 왜 (3주 연속) - 3월 10일 - 김원준 모두 잠든 후에 - 3월 17일 - 김원준 모두 잠든 후에 (2주 연속) - 3월 24일 - 김원준 모두 잠든 후에 (3주 연속) - 3월 31일 - 김원준 모두 잠든 후에 (4주 연속) 4월 - 4월 7일 - 장현철 걸어서 하늘까지 - 4월 14일 - 장현철 걸어서 하늘까지 (2주 연속) - 4월 21일 - 장현철 걸어서 하늘까지 (3주 연속) - 4월 28일 - 장현철 걸어서 하늘까지 (4주 연속) 5월 - 5월 5일 - 장현철 걸어서 하늘까지 (5주 연속) (골든컵) - 5월 12일 - 노이즈 너에게 원한건 - 5월 19일 - 노이즈 너에게 원한건 (2주 연속) - 5월 26일 - 노이즈 너에게 원한건 (3주 연속) 6월 - 6월 2일 - 노이즈 너에게 원한건 (4주 연속) - 6월 9일 - 노이즈 너에게 원한건 (5주 연속) (골든컵) - 6월 16일 - ZAM 난 멈추지 않는다 - 6월 23일 - 이무송 사는게 뭔지 - 6월 30일 - 이무송 사는게 뭔지 (2주 연속) | 7월 - 7월 7일 - 이무송 사는게 뭔지 (3주 연속) - 7월 14일 - 이무송 사는게 뭔지 (4주 연속) - 7월 21일 - 이무송 사는게 뭔지 (5주 연속) (골든컵) - 7월 28일 - 김준선 아라비안 나이트 8월 - 8월 4일 - 김준선 아라비안 나이트 (2주 연속) - 8월 11일 - 서태지와 아이들 하여가 - 8월 18일 - 서태지와 아이들 하여가 (2주 연속) - 8월 25일 - 서태지와 아이들 하여가 (3주 연속) 9월 - 9월 1일 - 서태지와 아이들 하여가 (4주 연속) - 9월 8일 - 김수희 애모 - 9월 15일 - 김수희 애모 (2주 연속) - 9월 22일 - 김수희 애모 (3주 연속) - 9월 29일 - 김수희 애모 (4주 연속) 10월 - 10월 6일 - 김수희 애모 (5주 연속) (골든컵) - 10월 13일 - 김건모 첫 인상 - 10월 20일 - 김건모 첫 인상 (2주 연속) - 10월 27일 - 김건모 첫 인상 (3주 연속) 11월 - 11월 3일 - 김건모 첫 인상 (4주 연속) - 11월 10일 - 김건모 첫 인상 (5주 연속) (골든컵) - 11월 17일 - 최연제 너의 마음을 내게 준다면 - 11월 24일 - 최연제 너의 마음을 내게 준다면 (2주 연속) 12월 - 12월 1일 - 최연제 너의 마음을 내게 준다면 (3주 연속) - 12월 8일 - 최연제 너의 마음을 내게 준다면 (4주 연속) - 12월 15일 - 015B 신 인류의 사랑 - 12월 22일 - 015B 신 인류의 사랑 (2주 연속) - 12월 29일 - 연말결산 특집 |

#### 1994년
| 1월 - 1월 5일 - 015B 신인류의 사랑 (3주 연속) - 1월 12일 - 015B 신인류의 사랑 (4주 연속) - 1월 19일 - 015B 신인류의 사랑 (5주 연속) (골든컵) - 1월 26일 - 미스터 투 하얀 겨울 2월 - 2월 2일 - 미스터 투 하얀 겨울 (2주 연속) - 2월 9일 - 미스터 투 하얀 겨울 (3주 연속) - 2월 16일 - 김건모 핑계 - 2월 23일 - 김건모 핑계 (2주 연속) 3월 - 3월 2일 - 김건모 핑계 (3주 연속) - 3월 9일 - 김건모 핑계 (4주 연속) - 3월 16일 - 김건모 핑계 (5주 연속) (골든컵) - 3월 23일 - 김민교 마지막 승부 - 3월 30일 - 김민교 마지막 승부 (2주 연속) 4월 - 4월 6일 - 김민교 마지막 승부 (3주 연속) - 4월 13일 - 김민교 마지막 승부 (4주 연속) - 4월 20일 - 김민교 마지막 승부 (5주 연속) (골든컵) - 4월 27일 - 피노키오 사랑과 우정 사이 5월 - 5월 4일 - 신효범 난 널 사랑해 - 5월 11일 - 신효범 난 널 사랑해 (2주 연속) - 5월 18일 - 이상우 비창 - 5월 25일 - 이상우 비창 (2주 연속) 6월 - 6월 1일 - 이상우 비창 (3주 연속) - 6월 8일 - 이상우 비창 (4주 연속) - 6월 15일 - 마로니에 칵테일 사랑 - 6월 22일 - 마로니에 칵테일 사랑 (2주 연속) - 6월 29일 - 마로니에 칵테일 사랑 (3주 연속) | 7월 - 7월 6일 - 미집계 (1994 상반기 결산) - 7월 13일 - 마로니에 칵테일 사랑 (4주 연속) - 7월 20일 - 마로니에 칵테일 사랑 (5주 연속) (골든컵) - 7월 27일 - 투투 일과 이분의 일 8월 - 8월 3일 - 투투 일과 이분의 일 (2주 연속) - 8월 10일 - 투투 일과 이분의 일 (3주 연속) - 8월 17일 - 투투 일과 이분의 일 (4주 연속) - 8월 24일 - 투투 일과 이분의 일 (5주 연속) (골든컵) - 8월 31일 - 부활 사랑할수록 9월 - 9월 7일 - 부활 사랑할수록 (2주 연속) - 9월 14일 - 김원준 너 없는 동안 - 9월 21일 - 김원준 너 없는 동안 (2주 연속) - 9월 28일 - 김원준 너 없는 동안 (3주 연속) 10월 - 10월 5일 - 김원준 너 없는 동안 (4주 연속) - 10월 12일 - 김원준 너 없는 동안 (5주 연속) (골든컵) - 10월 19일 - 더블루 그대와 함께 - 10월 26일 - 더블루 그대와 함께 (2주 연속) 11월 - 11월 2일 - 더블루 그대와 함께 (3주 연속) - 11월 9일 - 구본승 너 하나만을 위해 - 11월 16일 - 구본승 너 하나만을 위해 (2주 연속) - 11월 23일 - 신승훈 그 후로 오랫동안 - 11월 30일 - 신승훈 그 후로 오랫동안 (2주 연속) 12월 - 12월 7일 - 신승훈 그 후로 오랫동안 (3주 연속) - 12월 14일 - 신승훈 그 후로 오랫동안 (4주 연속) - 12월 21일 - 신승훈 그 후로 오랫동안 (5주 연속) (골든컵) - 12월 28일 - 룰라 비밀은 없어 (1994년 연말결산) |

#### 1995년
| 1월 - 1월 4일 - 룰라 비밀은 없어 (2주 연속) - 1월 11일 - 룰라 비밀은 없어 (3주 연속) - 1월 18일 - 룰라 비밀은 없어 (4주 연속) - 1월 25일 - 룰라 비밀은 없어 (5주 연속) (골든컵) 2월 - 2월 1일 - 박미경 이유 같지 않은 이유 - 2월 8일 - 박미경 이유 같지 않은 이유 (2주 연속) - 2월 15일 - 박미경 이유 같지 않은 이유 (3주 연속) - 2월 22일 - 박미경 이유 같지 않은 이유 (4주 연속) 3월 - 3월 1일 - 박진영 날 떠나지마 - 3월 8일 - 박진영 날 떠나지마 (2주 연속) - 3월 15일 - 김건모 잘못된 만남 - 3월 22일 - 김건모 잘못된 만남 (2주 연속) - 3월 29일 - 김건모 잘못된 만남 (3주 연속) 4월 - 4월 5일 - 김건모 잘못된 만남 (4주 연속) - 4월 12일 - 김건모 잘못된 만남 (5주 연속) (골든컵) - 4월 19일 - 신승훈 오랜 이별 뒤에 - 4월 26일 - 룰라 날개 잃은 천사 5월 - 5월 3일 - 룰라 날개 잃은 천사 (2주 연속) - 5월 10일 - 룰라 날개 잃은 천사 (3주 연속) - 5월 17일 - 룰라 날개 잃은 천사 (4주 연속) - 5월 24일 - 룰라 날개 잃은 천사 (5주 연속) (골든컵) - 5월 31일 - 녹색지대 사랑을 할 거야 6월 - 6월 7일 - 녹색지대 사랑을 할 거야 (2주 연속) - 6월 14일 - 녹색지대 사랑을 할 거야 (3주 연속) - 6월 21일 - 성진우 포기하지마 - 6월 28일 - 노이즈 상상 속의 너 | 7월 - 7월 5일 - '95 가요톱10 상반기 결산 - 7월 12일 - 노이즈 상상 속의 너 (2주 연속) - 7월 19일 - 노이즈 상상 속의 너 (3주 연속) - 7월 26일 - 노이즈 상상 속의 너 (4주 연속) 8월 - 8월 2일 - 노이즈 상상 속의 너 (5주 연속) (골든컵) - 8월 9일 - DJ DOC 머피의 법칙 - 8월 16일 - DJ DOC 머피의 법칙 (2주 연속) - 8월 23일 - DJ DOC 머피의 법칙 (3주 연속) - 8월 30일 - 박미경 이브의 경고 9월 - 9월 6일 - 박미경 이브의 경고 (2주 연속) - 9월 13일 - 박미경 이브의 경고 (3주 연속) - 9월 20일 - 박미경 이브의 경고 (4주 연속) - 9월 27일 - 박미경 이브의 경고 (5주 연속) (골든컵) 10월 - 10월 4일 - R.ef 이별공식 - 10월 11일 - R.ef 이별공식 (2주 연속) - 10월 18일 - R.ef 이별공식 (3주 연속) - 10월 25일 - 육각수 흥보가 기가 막혀 11월 - 11월 1일 - 박진영 청혼가 (광주 특집) - 11월 8일 - 서태지와 아이들 Come Back Home - 11월 15일 - 서태지와 아이들 Come Back Home (2주 연속) - 11월 22일 - 서태지와 아이들 Come Back Home (3주 연속) - 11월 29일 - 서태지와 아이들 Come Back Home (4주 연속) 12월 - 12월 6일 - 서태지와 아이들 Come Back Home (5주 연속) (골든컵) - 12월 13일 - 이소라 난 행복해 - 12월 20일 - 이소라 난 행복해 (2주 연속) - 12월 27일 - 미집계 (1995년 연말결산) |

#### 1996년
| 1월 - 1월 3일 - 신년특집 이소라 난 행복해 (3주 연속) - 1월 10일 - 김정민 슬픈 언약식 - 1월 17일 - 김정민 슬픈 언약식 (2주 연속) - 1월 24일 - 김정민 슬픈 언약식 (3주 연속) - 1월 31일 - 김정민 슬픈 언약식 (4주 연속) 2월 - 2월 7일 - 김정민 슬픈 언약식 (5주 연속) (골든컵) - 2월 14일 - 녹색지대 준비없는 이별 - 2월 21일 - DJ DOC 겨울 이야기 - 2월 28일 - DJ DOC 겨울 이야기 (2주 연속) 3월 - 3월 6일 - DJ DOC 겨울 이야기 (3주 연속) - 3월 13일 - 녹색지대 준비없는 이별 (통산 2주) - 3월 20일 - 녹색지대 준비없는 이별 (2주 연속, 통산 3주) - 3월 27일 - 김정민 마지막 약속 4월 - 4월 3일 - DJ DOC 미녀와 야수 - 4월 10일 - DJ DOC 미녀와 야수 (2주 연속) - 4월 17일 - 패닉 달팽이 - 4월 24일 - 패닉 달팽이 (2주 연속) 5월 - 5월 1일 - 패닉 달팽이 (3주 연속) - 5월 8일 - 서지원 내 눈물 모아 - 5월 15일 - 솔리드 넌 나의 처음이자 마지막이야 - 5월 22일 - 솔리드 넌 나의 처음이자 마지막이야 (2주 연속) - 5월 29일 - R.ef 찬란한 사랑 6월 - 6월 5일 - 신승훈 나보다 조금 더 높은 곳에 니가 있을 뿐 - 6월 12일 - 김건모 스피드 - 6월 19일 - 김건모 스피드 (2주 연속) - 6월 26일 - 1996년 상반기 결산 | 7월 - 7월 3일 - 김건모 스피드 (3주 연속) - 7월 10일 - 김건모 스피드 (4주 연속) - 7월 17일 - 클론 꿍따리 샤바라 - 7월 24일 - 클론 꿍따리 샤바라 (2주 연속) - 7월 31일 - 클론 꿍따리 샤바라 (3주 연속) 8월 - 8월 7일 - 클론 꿍따리 샤바라 (4주 연속) - 8월 14일 - 클론 꿍따리 샤바라 (5주 연속) (골든컵) - 8월 21일 - DJ DOC 여름 이야기 - 8월 28일 - DJ DOC 여름 이야기 (2주 연속) 9월 - 9월 4일 - DJ DOC 여름 이야기 (3주 연속) - 9월 11일 - 터보 Twist King - 9월 18일 - 터보 Twist King (2주 연속) - 9월 25일 - 터보 Twist King (3주 연속) 10월 - 10월 2일 - 김민종 귀천도애 - 10월 9일 - 김민종 귀천도애 (2주 연속) - 10월 16일 - 김민종 귀천도애 (3주 연속) - 10월 23일 - 김민종 귀천도애 (4주 연속) - 10월 30일 - 영턱스클럽 정 11월 - 11월 6일 - 영턱스클럽 정 (2주 연속) - 11월 13일 - 이문세 조조할인 - 11월 20일 - 이문세 조조할인 (2주 연속) - 11월 27일 - 이문세 조조할인 (3주 연속) 12월 - 12월 4일 - 김정민 애인 - 12월 11일 - 김정민 애인 (2주 연속) - 12월 18일 - 김정민 애인 (3주 연속) - 12월 25일 - 미집계 (1996년 연말결산) |

#### 1997년
| 1월 - 1월 1일 - 신년특집 결방 - 1월 8일 - H.O.T. 캔디 - 1월 15일 - H.O.T. 캔디 (2주 연속) - 1월 22일 - 쿨 운명 - 1월 29일 - 쿨 운명 (2주 연속) 2월 - 2월 5일 - 쿨 운명 (3주 연속) - 2월 12일 - 쿨 운명 (4주 연속) - 2월 19일 - 쿨 운명 (5주 연속) (골든컵) - 2월 26일 - 이지훈 왜 하늘은 3월 - 3월 5일 - 룰라 연인 - 3월 12일 - 이지훈 왜 하늘은 (통산 2주) - 3월 19일 - 양파 애송이의 사랑 - 3월 26일 - 양파 애송이의 사랑 (2주 연속) 4월 - 4월 2일 - 양파 애송이의 사랑 (3주 연속) - 4월 9일 - 양파 애송이의 사랑 (4주 연속) - 4월 16일 - 양파 애송이의 사랑 (5주 연속) (골든컵) - 4월 23일 - 언타이틀 날개 - 4월 30일 - 언타이틀 날개 (2주 연속) 5월 - 5월 7일 - 언타이틀 날개 (3주 연속) - 5월 14일 - 엄정화 배반의 장미 - 5월 21일 - 엄정화 배반의 장미 (2주 연속) - 5월 28일 - 안재욱 Forever 6월 - 6월 4일 - 안재욱 Forever (2주 연속) - 6월 11일 - UP 뿌요뿌요 - 6월 18일 - UP 뿌요뿌요 (2주 연속) - 6월 25일 - 박진영 그녀는 예뻤다 | 7월 - 7월 2일 - 미집계 (1997년 상반기 결산) - 7월 9일 - 임창정 그때 또 다시 - 7월 16일 - 임창정 그때 또 다시 (2주 연속) - 7월 23일 - 임창정 그때 또 다시 (3주 연속) - 7월 30일 - 임창정 그때 또 다시 (4주 연속) 8월 - 8월 6일 - 임창정 그때 또 다시 (5주 연속) (골든컵) - 8월 13일 - 쿨 해변의 여인 - 8월 20일 - 유승준 가위 - 8월 27일 - 유승준 가위 (2주 연속) 9월 - 9월 3일 - 유승준 가위 (3주 연속) - 9월 10일 - DJ DOC DOC와 춤을 - 9월 17일 - H.O.T. 행복 - 9월 24일 - H.O.T. 행복 (2주 연속) 10월 - 10월 1일 - H.O.T. 행복 (3주 연속) - 10월 8일 - 임창정 결혼해줘 - 10월 15일 - 임창정 결혼해줘 (2주 연속) - 10월 22일 - 임창정 결혼해줘 (3주 연속) - 10월 29일 - 임창정 결혼해줘 (4주 연속) 11월 - 11월 5일 - 임창정 결혼해줘 (5주 연속) (골든컵) - 11월 12일 - 지누션 말해줘 - 11월 19일 - 지누션 말해줘 (2주 연속) - 11월 26일 - 지누션 말해줘 (3주 연속) 12월 - 12월 3일 - 터보 Goodbye Yesterday - 12월 10일 - 터보 Goodbye Yesterday (2주 연속) - 12월 17일 - 터보 Goodbye Yesterday (3주 연속) - 12월 24일 - 미집계 (1997년 연말결산) - 12월 31일 - 미집계 (1997년 송년특집) |

#### 1998년
| 1월 - 1월 7일 - 터보 Goodbye Yesterday (4주 연속) - 1월 14일 - 이현우 헤어진 다음날 - 1월 21일 - 이현우 헤어진 다음날 (2주 연속) - 1월 28일 - 이현우 헤어진 다음날 (3주 연속) 2월 - 2월 4일 - 이현우 헤어진 다음날 (4주 연속) - 2월 11일 - 이현우 헤어진 다음날 (5주 연속) (골든컵) |

## 방송 사고
- 1995년 4월 5일: 방송분에서 이예린의 공연 도중 크레인 카메라에 머리를 부딪히는 사고가 발생했다.[13]

## 시청률
주로 10대(초,중,고) 혹은 젊은층 사이에 인기 호평을 받았다.

## 경쟁 프로그램
- 쇼 네트워크 (MBC, 1989년 11월 6일 ~ 1990년 11월 2일)
- 여러분의 인기가요 (MBC, 1990년 11월 9일 ~ 1993년 4월 30일)
- 결정 최고 인기가요 (MBC, 1993년 5월 7일 ~ 1993년 10월 8일)
- 생방송 TV 가요 20 (SBS, 1994년 4월 24일 ~ 1998년 1월 25일)
- 인기가요 BEST 50 (MBC, 1995년 4월 21일 ~ 1998년 1월 17일)